# Virus du flétrissement de la fève
Fabavirus alphaviciae
Espèce
Synonymes
- Broad bean wilt virus 1 (ICTV, 1987)
- Nasturtium ringspot virus[2],[3]
- Petunia ringspot virus
- P.O. pea streak virus
- Ringmosaik-Virus der Kapuzinerkresse
- Parsley virus 3
- Catalpa chlorotic leaf spot virus
- Tropaeolum ringspot virus

Fabavirus alphaviciae, dit le virus 1 du flétrissement de la fève (BBWV 1, Broad bean wilt virus 1), est une espèce de phytovirus classée dans le genre Fabavirus (dont c'est l'espèce type), famille des Secoviridae, à répartition quasi-cosmopolite. Ce virus phytopathogène affecte une vaste gamme d'espèces de plantes pour la plupart dicotylédones. Il doit son nom au fait qu'il a été isolé en premier en 1947 sur la fève (Vicia faba) en Australie.
C'est un virus à ARN simple brin à polarité positive, classé dans le groupe IV de la classification Baltimore. Les virions isométriques mesurent environ 25 nm de diamètre.
Il est transmis par des pucerons, principalement Aphis gossypii et Myzus persicae, avec un taux d'infection de 6 à 90% sur un mode non persistant.
À la suite d'études sérologiques et moléculaires, les isolats du BBWV ont été classés en deux groupes, appelés Broad bean wilt virus 1 (BBWV1) et Broad bean wilt virus 2 (BBWV2). Bien que la structure et les fonctions du génome soient très similaires dans les deux cas, les séquences de nucléotides montrent de grandes différences.